# Opravdanje (epistemologija)
Pojam opravdanja odnosi se na adekvatnu dokaznu građu na kojoj se temelji neko naše vjerovanje. Naime, da bi nekom epistemičkom subjektu pripisali posjedovanje znanja moramo imati uvid u osnove njegova vjerovanja, odnosno moramo biti sigurni da on to znanje temelji na dobrim epistemičkim razlozima.
Zahtjev za posjedovanjem opravdanja iz opsega znanja isključuje ona vjerovanja koja su istinita pukim slučajem. To znači da premda nečija teza o određenom predmetu može biti istinita, to nužno ne podrazumjeva činjenicu da ta osoba zna. To pokazuje sljedeći primjer; majka vjeruje kako je njena kći "nevina", tj. da još nije imala spolni odnos. Iako kćer doista jest "nevina", ne možemo se složiti oko toga da njena majka to zna, jer svoje vjerovanje ne temelji na relevantnoj dokaznoj građi, kao što bi, npr. bila kvalificirana dijagnoza ginekologa nakon odgovarajućeg pregleda njenih reproduktivnih organa. Njeno je vjerovanje motivirano neracionalnom željom, određenim afektivnim stanjem koje ju potiče da prihvati njoj zadovoljavajuću, idealiziranu sliku svoje kćeri. Opravdanje je stoga nužna sastavnica tradicionalne trodijelne analize znanja.
No, posljedica je činjenice da su istinitost i opravdanje međusobno nezavisni i to da možemo imati opravdanje za neko neistinito vjerovanje. Najbolji primjer za to su napuštene i opovrgnute znanstvene teorije, koje su u svoje vrijeme s obzirom na ograničene uvjete stjecanja dokazne građe bile kontekstualno opravdane, ali nisu bile istinite. Dakle, iako za neko vjerovanje možemo imati opravdanje to ne znači da je to vjerovanje opravdano. Opravdanost u sebi uključuje konkretno ostvarenje potrebnog epistemičkog potencijala koje neko vjerovanje ima.